# 刘国光 (经济学家)
刘国光（1923年11月—），男，汉族，江苏南京人，中华人民共和国经济学家，中国社会科学院研究员、学部委员。曾任中国社会科学院副院长。

## 早年
1923年11月23日，刘国光出生于江苏省南京市。